# Nationalpark Elbtalaue
Nationalpark Elbtalaue var en nationalpark i det nordlige Tyskland langs med Elben mellem Schnackenburg i Landkreis Lüchow-Dannenberg og Bleckede-Radegast im Landkreis Lüneburg i delstaten Niedersachsen, der kun ekisterede i knap et år. Den blev oprettet i 1998, men efter en ændring af reglerne blev den nedlagt igen i 1999.

## Området
Det tidligere nationalpark-område havde en størrelse på 10.900 ha, hvoraf omkring 6600 ha var skov, mose, sump, småsøer og omkring 4000 ha græsland. Den fulgte Elben i omkring 50 km mellem, Wittenberge og Lauenburg, i en bredde på op til 2 km.
Det tidligere nationalpark-område er nu opgraderet til Biosphärenreservat Niedersächsische Elbtalaue som en del af det 375.000 ha store biosfærereservat Flusslandschaft Elbe, som i 1997 blev anerkendt efter UNESCOs regler.